# 陳黻宸

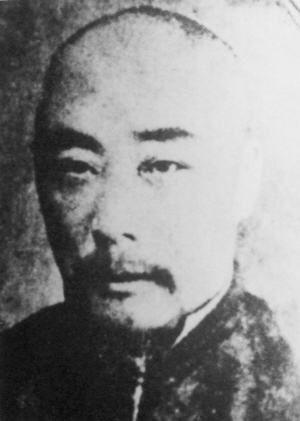

陳黻宸（1859年—1917年7月31日），幼名芝生，一名崇礼，后名黻宸，字介石，晚年更名芾，斋名饮水斋、烛见知斋，浙江瑞安人，清末民初教育家、史学家和政治人物。他曾经在多所知名学堂任教，出版过多部报纸和杂志，在清朝末年预备立宪过程中出任浙江谘议局议长，中华民国建立后为国会议员。

## 生平
陳黻宸出生于一个文人家庭。陳黻宸最初在自己的家乡设立学堂以及在不同的学堂和书院教书。光绪二十四年（1898年），经宋恕推荐赴上海，在叶翰创办的上海速成教习学堂任教。同年，和陈虬、汪康年、蔡元培等人组织保浙会。光绪二十六年（1900年），应杨文莹的邀请，赴杭州任教于养正书塾（1901年更名杭州府中学堂），其间学生有汤尔和、马叙伦等人。光绪二十八年（1902年）杭州发生学潮、马叙伦等人被开除后，陳黻宸辞职离开杭州，赴上海应赵祖德之聘主编《新世界学报》，写了许多深受瞩目的文章，受到梁启超的赞扬。
光绪二十九年（1903年），陳黻宸中进士，受聘赴北京京师大学堂任教，在此后两年中陆续兼任京师编译局总纂和京师译学馆教师。光绪三十二年（1906年），兼任旅京浙学堂正总理。同年10月，经两广总督岑春煊奏请，陳黻宸调任广州任两广方言学堂监督。
宣统元年（1909年）10月14日，陳黻宸当选浙江谘议局议长。此后在议长任上，他反对政府把商办的浙江铁路收归国有，多次要求召开议会。宣统三年（1911年）武昌起义发生后，陳黻宸组织省城民团，汤寿潜任民团局总理，陈黻宸任副总理，汤尔和、楼守光、马叙伦分管上、中、下城巡守。该民团曾向浙江巡抚增韫申领武器，但未获批准。杭州脱离清廷后，陳黻宸亲自劝降了杭州旗营协领贵林，还被浙江都督汤寿潜任命为浙江都督府民政长，但是此后不久辞职，到上海任世界宗教会会长。
民国元年（1912年）初，陳黻宸在温州组织民国新政社，创刊了《东瓯日报》。3月，推举章炳麟任民国新政社社长，他任副社长。
民国二年（1913年）春，陳黻宸当选民元国会众议院议员，并任北京大学教授。同年10月，陳黻宸联合国会内的政德会、集益会、相友会、宪政公会、超然议员社这五个政团的议员组织大中党。袁世凯解散国会后，大中党也解体。民国四年（1915年），陳黻宸反对袁世凯称帝。民国六年（1917年）5月初，因反对中国对德国宣战，遂带头在国会弹劾段祺瑞。在任议员期间，陳黻宸也在北京任教写书，冯友兰是他的学生，金毓黻是他的旁听生。
民国六年（1917年），陳黻宸因弟弟去世而回老家，并于7月31日在老家逝世。

## 著作
- 《独史序目》
- 《史地原理》
- 《中国通史》
- 《诸子通义》
- 《老子发微》
- 《庄子发微》
- 《列子发微》
- 《中国哲学史》
- 《经学大同说》
- 《地史原理》
- 《史学总论》

上述各书被收入《陈黻宸集》